# 百福司镇
百福司镇，是中华人民共和国湖北省恩施土家族苗族自治州来凤县下辖的一个乡镇级行政单位。

## 行政区划
百福司镇下辖以下地区：
桂林书院社区、新安村、捏车坪村、冉家坡村、舍米糊村、合光村、虎头落村、堡上村、廖家坝村、新材沟村、安抚司村、木车坝村、劫道河村、洞塘坝村、高洞村、荆竹堡村、安家堡村、可洞村、岩坝子村、南河村、梅子坳村、观音坪村、石梁子村和沙道湾村。

## 中国传统村落
- 2012年12月，新安村被评为首批“中国传统村落”。
- 2013年8月，舍米湖村被评为第二批中国传统村落。